# جيم ماكي
جيم ماكي (بالإنجليزية: Jim McKee)‏ هو لاعب كرة قاعدة أمريكي، ولد في 1 فبراير 1947 في كولومبوس في الولايات المتحدة، وتوفي في 14 سبتمبر 2002 في مقاطعة بيكاواي في الولايات المتحدة بسبب حادث مرور.

## وصلات خارجية
- جيم ماكي على موقعبيزبول رفرنس.كوم (الدوري الرئيسي) (الإنجليزية)
- جيم ماكي على موقعبيزبول رفرنس.كوم (الدوري الثانوي) (الإنجليزية)